# Atzbach (Opper-Oostenrijk)
Atzbach is een gemeente in de Oostenrijkse deelstaat Opper-Oostenrijk, gelegen in het district Vöcklabruck. De gemeente heeft ongeveer 1200 inwoners.

## Geografie
Atzbach heeft een oppervlakte van 14 km². De gemeente ligt in het zuidwesten van de deelstaat Opper-Oostenrijk. Het ligt ten noordoosten van de deelstaat Salzburg en ten zuiden van de grens met Duitsland.
- Gemeinsame Normdatei: 10024403-8
- Nationale Bibliotheek van Israël: 987012799073005171
- Virtual International Authority File: 124976304